# Whit Stillman
John Whitney Stillman (nascut el 25 de gener de 1952) és un escriptor, director i actor estatunidenc conegut per la seva pel·lícula de 1990 Metropolitan, que li va valer una nominació a l'Oscar al millor guió original. També és conegut per les seves altres pel·lícules, Barcelona (1994), The Last Days of Disco (1998), Damsels in Distress (2011), així com la seva pel·lícula més recent, Love & Friendship, estrenada el 2016.

## Primera vida i educació
Stillman va néixer l'any 1952 a Washington, D.C.fill de Margaret Drinker (de soltera Riley), de Filadèlfia, Pennsilvània, i un polític del Demòcrata, John Sterling Stillman, secretari adjunt de Comerç sota el president John F. Kennedy (company de classe del pare de Stillman a Harvard), de Washington, D.C. El seu besavi era l'home de negocis James Stillman; el seu rebesavi, Charles Stillman, va fundar Brownsville, Texas. Stillman va créixer a Cornwall, Nova York, i va experimentar depressió durant la pubertat . "Vaig estar molt deprimit quan tenia 11 o 12 anys", va dir a The Wall Street Journal. "Em van enviar al psicòleg infantil freudià líder a Washington, D.C. Va ser una merda. L'últim que necessitava parlar era la culpa pel sexe". Tanmateix, quan els seus pares es van separar, va descobrir que la seva depressió va cessar: "En realitat em vaig sentir més saludable."
El padrí de Stillman era E. Digby Baltzell, professor de la Universitat de Pennsilvània i cronista de la classe alta americana.
Va assistir a la Collegiate School, Potomac School i Millbrook School, i després va estudiar història a la Universitat Harvard, on va escriure per a The Harvard Crimson.

## Carrera abans de fer cinema
Després de graduar-se a Harvard el 1973, Stillman va començar a treballar com a assistent editorial a Doubleday a la ciutat de Nova York, seguit d'un període com a editor junior a The American Spectator , una revista conservadora.:41 Posteriorment Stillman s'ha distanciat del seu treball per a Spectator, afirmant que ara odia "ser atret als debats ideològics" i prefereix romandre "apolític".
Va ser presentat a alguns productors de cinema de Madrid i els va convèncer que podia vendre les seves pel·lícules a la televisió en espanyol als Estats Units. Durant els següents anys va treballar a Madrid i Barcelona com a agent comercial dels directors Fernando Trueba i Fernando Colomo, i de vegades va actuar en les seves pel·lícules, normalment interpretant còmics americans, com a la pel·lícula de Trueba Sal gorda.

## Carrera

### Dècada del 1990
Metropolitan (1990)
Stillman va escriure el guió de Metropolitan de 1984 a 1988 mentre dirigia una agència d'il·lustració a Nova York, i va finançar la pel·lícula venent els drets privilegiats al seu apartament (per 50.000 $) i amb les contribucions d'amics i familiars. Basat lliurement en els dies de Stillman a Manhattan, amb la seva mare divorciada durant la setmana de vacances de Nadal de 1969 Durant el seu primer any a Harvard, Metropolitan explica la història de la introducció de l'alienat Princetonian Tom Townsend al "Sally Fowler Rat Pack" (SFRP), un petit grup de preppy, habitats de l'Upper East Side Manhattan fent la volta als balls de debutants durant les vacances de Nadal del seu primer any a la universitat. Tot i que és un socialista profundament escèptic dels valors de la classe alta de l'SFRP, Tom (Edward Clements) s'aferra cada cop més al cínic Nick (Chris Eigeman) i té un paper important, que en gran part desconeix, en el vida d'Audrey (Carolyn Farina), una jove debutant. Moltes de les ubicacions interiors exclusives van ser cedides a Stillman per amics i familiars de la família.:18
La pel·lícula es va estrenar i es va projectar com a part de la secció Quinzena de Cineastes al 43è Festival Internacional de Cinema de Canes. Metropolitan també va ser nominat al Gran Premi del Jurat (Drama) al Festival de Cinema de Sundance de 1990. Stillman va guanyar la millor primera pel·lícula als 6ns Premis Independent Spirit i el va ser nominat a l'Oscar al millor guió original. El 1990 va guanyar el New York Film Critics Circle Award al millor director novell. La pel·lícula va ser un èxit financer, ja que va recaptar uns 3 milions de dòlars amb un pressupost de 225.000 dòlars. En una entrevista, Stillman va dir sobre la pel·lícula: "El material semblava bastant ric, gairebé rang. I potser és millor abordar un tema. la gent se sent molt més, fins i tot si aquest sentiment tan fort és l'odi, que quelcom incolor i poc específic. A més, m'encanta l'anacronisme i aquesta va ser l'oportunitat de filmar, bàsicament, una imatge de vestuari ambientada en l'actualitat o en el passat recent. Però una gran part de la idea era dissimular el nostre pressupost lamentablement baix filmant el subjecte més elegant disponible."
Barcelona (1994)
Barcelona, la seva primera pel·lícula finançada per un estudi, es va inspirar en les seves pròpies experiències a Espanya durant els primers anys 80. Stillman ha descrit la pel·lícula com Oficial i cavaller, però amb el títol referint-se a dos homes en lloc d'un. Els homes, Ted i Fred, experimenten la incòmodetat d'estar enamorats en un país estranger culturalment i políticament oposat al seu.
The Last Days of Disco (1998)
The Last Days of Disco es va basar lliurement en les experiències de Stillman a diverses discoteques de Manhattan, inclosa Studio 54. La pel·lícula tracta sobre graduats de la Ivy League i de l'Hampshire que s'enamoren i desapareguen a l'escena de la disco de Manhattan a "molt principis dels anys vuitanta". Chloë Sevigny i Kate Beckinsale juguen a companyes d'habitació amb personalitats oposades que freqüenten discoteques. The Last Days of Disco conclou una trilogia vagament basada en la vida de Stillman i conté moltes referències a les dues pel·lícules anteriors: un personatge es planteja traslladar-se a Espanya per treballar allà per agències publicitàries americanes després de reunir-se amb el Barcelona el personatge de Ted Boynton i l'heroïna de Metropolitan, Audrey Rouget, reapareix breument com a editora d'èxit, igual que alguns altres personatges d'aquesta pel·lícula, com a assistents al club. L'any 2000 Stillman va publicar una novel·lització de la pel·lícula, titulada The Last Days of Disco, with Cocktails at Petrossian Afterwards. La novel·la va guanyar el Premi Fitzgerald francès 2014.

### Dècada del 2000
Stillman va declarar el 2006 que estava treballant en diversos guions inacabats. Havia estat programat per dirigir una adaptació cinematogràfica de la novel·la de Christopher Buckley ' 'Little Green Men, erò en una entrevista del 2009, Stillman va dir que l'adaptació "[no] està sortint, almenys amb mi." Estava escrivint un altre pel·lícula, Dancing Mood, ambientada a Jamaica a la dècada de 1960, que no es va produir.

### Dècada de 2010
Damsels in Distress (2011)
Després d'una pausa de 13 anys, Stillman va estrenar la seva quarta pel·lícula, Damsels in Distress, protagonitzada per Greta Gerwig, Adam Brody, Hugo Becker i Lio Tipton (acreditadea com a Analeigh Tipton). Es va estrenar el 10 de setembre al Festival de Cinema de Venècia de 2011 com a pel·lícula de cloenda i va rebre crítiques favorables. La pel·lícula tracta sobre "tres dones joves d'una universitat de la costa est, l'estudiant de transferència que s'uneix al seu grup i els homes joves amb els quals s'enreden."
The Cosmopolitans (2014)
El 2014 Stillman va escriure i dirigir l'episodi pilot de la sèrie de televisió The Cosmopolitans per a Amazon Studios el 28 d'agost de 2014, el pilot estava disponible i els usuaris d'Amazon Prime podien veure l'episodi pilot i votar per recollir-lo per a una sèrie completa. On July 11, 2016, Tom Grater reported that Stillman was commissioned by Amazon to write six new scripts to continue his original pilot film for The Cosmopolitans.

{{cita|"Vaig explicar a Amazon que no m'agrada descriure o projectar què serà una cosa. M'agrada permetre que sorgeixi una història mentre escric guions. Em sembla horrible quan intento pensar en alguna cosa per la trama sense estar realment a terra i veure cap a on va. Vaig ser molt resistent a fer la mini-bíblia. Així que els vaig donar alguna cosa, però realment no volia fer-ho així. També sabien de la pel·lícula, així que em van encarregar sis guions per la primera temporada que m'havien de deixar ajornar fins que acabés aquesta pel·lícula, que és ara. Així que d'aquí a deu dies, estarem plens amb això. Ha estat molt bo perquè crec que estava esperant la idea que realment vull, i crec que ara la tinc. No és precisament París, és una idea europea. Així que seran la Chloe i l'Adam Brody. Ens quedarem amb el pilot, això és part de la història, però anirem a un lloc diferent amb això."
- Whit Stillman, poc abans de l'estrena mundial de  Love & Friendship a Sundance
Amazon afirma (2016-09-25) que, pel que fa a The Cosmopolitans 2014, "Els nostres acords amb els proveïdors de contingut no permeten la compra d'aquest títol en aquest moment."
| « | "La major part del pilot de “The Cosmopolitans” implica diversos dels temes emblemàtics de Stillman. La primera és una festa: el trio masculí, més l'Aubrey, es dirigeixen a una vetllada a l'elegant apartament d'un conegut parisenc arrogantment ric (o potser un alemany a París), Fritz (Freddy Åsblom). Per a Stillman, les festes són laboratoris on les possibilitats sorgeixen sobtadament dels contactes propers i ràpids de rebot dels àtoms socials, i on les regles socials, amagades sota la tèrbola superfície de la vida quotidiana, emergeixen més clarament, en un aïllament ritualitzat. El segon és quelcom que passa a la festa: un ball, però un model formal on les regles són el tema mateix." - Richard Brody, 27 August 2014 | » |

Love & Friendship (2016)
Entertainment Weekly va informar d'una versió cinematogràfica d'una de les primeres novel·les curtes de Jane Austen Lady Susan el 22 de gener de 2016. Això va seguir la indicació que Little, Brown and Company publicarien el guió adaptat per Stillman La pel·lícula es va estrenar el gener de 2016 al Festival de Cinema de Sundance sota el títol de Love & Friendship. Tot i que la trama de la pel·lícula està adaptada de Lady Susan, el títol real utilitzat (Love & Friendship) és d'una altra novel·la epistolar inicial, sense relació, d'Austen, inèdita durant la seva vida. Va rebre l'aclamació universal de la crítica.
L'anunci promocional de Little, Brown and Company va resumir l'adaptació de Stillman afirmant; "Recentment vídua, Lady Susan arriba, sense anunciar-se, a la finca del seu cunyat per esperar rumors colorits sobre els seus amors que circulen per la societat benpensant. Mentre és allà, està decidida a assegurar-se un nou marit per a ella mateixa, i un per la seva filla reticent, Frederica. Mentre Lady Susan s'embarca en una relació controvertida amb un home casat, es produeixen seducció, enganys, cors trencats i xafarderies. Amb una sensibilitat austeniana perfecta, Stillman dona una nova vida a l'obra d'Austen, fent-la seva pròpia afegint la narració original d'un personatge còmicament lleial a l'heroïna diabòlicament manipuladora de la història, Lady Susan."

## Filmografia

### Cinema
| Any  | Títol                  | Distribució                          |
| ---- | ---------------------- | ------------------------------------ |
| 1990 | Metropolitan           | New Line Cinema                      |
| 1994 | Barcelona              | New Line Cinema                      |
| 1998 | The Last Days of Disco | Warner Bros.                         |
| 2011 | Damsels in Distress    | Sony Pictures Classics               |
| 2016 | Love & Friendship      | Amazon Studios                       |
| 2020 | Forgotten We'll Be     | Dr. Richard Saunders (paper actuant) |

### Televisió
| Any  | Títol                        | Notes                                    |
| ---- | ---------------------------- | ---------------------------------------- |
| 1996 | Homicide: Life on the Street | Episodi: "The Heart of a Saturday Night" |
| 2014 | The Cosmopolitans            | Episodi pilot                            |
| 2024 | The Splendid Affinities      |                                          |

## Premis i nominacions
| Any  | Premi                          | Categoria                  | Obra nominada     | Resultat  | Ref.   |
| ---- | ------------------------------ | -------------------------- | ----------------- | --------- | ------ |
| 1990 | Premis Oscar                   | Millor guió original       | Metropolitan      | Nominat   | [ 43 ] |
| 1990 | Festival de Cinema de Sundance | Grand Jury Prize           | Metropolitan      | Nominat   | [ 43 ] |
| 1990 | Premis Independent Spirit      | Millor primera pel·lícula  | Metropolitan      | Nominat   | [ 43 ] |
| 1990 | Premis Independent Spirit      | Millor guió                | Metropolitan      | Nominat   | [ 43 ] |
| 1990 | New York Film Critics Circle   | Millor director debutant   | Metropolitan      | Guanyador | [ 43 ] |
| 1990 | New York Film Critics Circle   | Millor guió                | Metropolitan      | Nominat   | [ 43 ] |
| 1994 | Festival de Cinema de Torí     | Millor pel·lícula de debut | Barcelona         | Nominat   | [ 43 ] |
| 2016 | Premis Gotham                  | Millor guió                | Love & Friendship | Nominat   | [ 43 ] |
| 2016 | London Film Critics' Circle    | Guió de l’any              | Love & Friendship | Nominat   | [ 43 ] |
| 2016 | Dublin Film Critics' Circle    | Millor guió                | Love & Friendship | 4tlloc    | [ 43 ] |
| 2016 | IndieWire Critics Poll         | Millor guió                | Love & Friendship | 3r lloc   | [ 43 ] |
| 2016 | Village Voice Film Poll        | Millor guió                | Love & Friendship | 3r lloc   | [ 43 ] |